# Иммунограмма
Иммунограмма — комплексный анализ, проводимый для оценки состояния иммунной системы.
Строго определенного перечня показателей, входящего в иммунограмму, нет. Деление на тесты 1 уровня, тесты  2 уровня ( рекомендованные  Петров, Рэм Викторович Хаитов, Рахим Мусаевич) на данный момент следует считать устаревшими из-за стремительного развития технологических возможностей.
Включает в себя обычно:  
1. Иммунофенотипирование (содержание основных субпопуляций лимфоцитов: Т-лимфоциты общие, Т-хелперы, Т-цитотоксические лимфоциты, В-лимфоциты, естественные киллеры, реже минорные субпопуляции)
2. Показатели гуморального иммунитета (чаще общее содержание иммуноглобулинов A, M, G, E, циркулирующие иммунные комплексы)
3. Тесты функциональной активности (активность фагоцитоз, маркеры активации лимфоцитов)

Основная диагностическая значимость: диагностика иммунодефицитных состояний и иммунопатологических процессов.

## Определение антител в крови
Иммунный ответ основан на выработке антител в ответ на появление в крови возбудителя или чужеродного белка. Сначала образуются антитела класса IgM, указывающие на острую фазу болезни и необходимость лечения. Позже появляются антитела класса IgG, которые могут сохраняться после выздоровления и свидетельствуют о перенесённой инфекции.
Примечание: у беременных определяют антитела к возбудителям, опасным для плода (TORCH-комплекс).
Антитела могут выявляться качественно («положительно/отрицательно»), количественно (указывается концентрация) и полуколичественно (в титрах, например «1:10»).

### Иммуноглобулины[1]
|                                            | Функция                                                                                                | Норма                                                                    | Причины повышения | Причины снижения |
| ------------------------------------------ | --- | ------------------------------------------------------------------------ | --- | --- |
| Иммуноглобулин A (IgA)                     | защита слизистых оболочек (присутствует в слюне, молоке, слезах и т.д.).                               | 0,9—4,5 г/л.                                                             | хронические заболевания печени, аутоиммунные процессы, миеломная болезнь и др.                                            | возраст до 6 месяцев, цирроз, воздействие цитостатиков и др.                                                              |
| Иммуноглобулин E (IgE)                     | участие в аллергических реакциях и противопаразитарном иммунитете.                                     | 30—240 мкг/л.                                                            | паразитарные инфекции (аскариды, эхинококки и др.), аллергические заболевания (ринит, крапивница, астма).                 | атаксия, телеангиоэктазии.                                                                                                |
| Иммуноглобулин G (IgG)                     | основной класс антител (70–75% от общего количества) и «память» иммунитета.                            | 7—17 г/л.                                                                | аутоиммунные заболевания (ревматизм, волчанка), ВИЧ, хронические инфекции.                                                | лучевая болезнь, применение иммунодепрессантов, отравления (толуол, бензин) и др.                                         |
| Иммуноглобулин M (IgM)                     | первые антитела при попадании антигена, входят в состав ревматоидного фактора и антител групп крови.   | 0,5—3,5 г/л.                                                             | острые грибковые, паразитарные, вирусные инфекции, гепатит, цирроз, аутоиммунные заболевания.                             | возраст до 6 месяцев, лучевая болезнь, применение цитостатиков и т.п.                                                     |
| Аллоиммунные антитела                      | антитела против эритроцитарных антигенов (чаще всего резус-фактора).                                   | «отрицательно»                                                           | Показания: беременность (профилактика резус-конфликта), переливание крови, гемолитическая болезнь новорождённых.          | Показания: беременность (профилактика резус-конфликта), переливание крови, гемолитическая болезнь новорождённых.          |
| Антинуклеарный фактор                      | диагностический признак аутоиммунных заболеваний (ревматоидный артрит, волчанка и т.д.).               | «отрицательно»                                                           | системная красная волчанка, хронический гепатит, васкулиты.                                                               | |
| Антистрептолизин-О (АСЛ-О)                 | маркер стрептококковой инфекции (ревматизм, скарлатина, рожистое воспаление).                          | до 7 лет: < 100 Ед/мл 7–14 лет: 150–250 Ед/мл старше 14 лет: < 200 Ед/мл | ревматизм, гломерулонефрит, стрептококковые инфекции.                                                                     | |
| Антиспермальные антитела (ИФА)             | антитела к антигенам сперматозоидов; выявляются у мужчин и женщин при иммунологическом бесплодии.      | 0–60 Ед/мл.                                                              | возможная причина бесплодия.                                                                                              | |
| MAR-тест                                   | выявление процента подвижных сперматозоидов, покрытых антителами (маркер иммунологического бесплодия). | < 50%.                                                                   | Примечание: проводится только вместе со спермограммой; требуется соблюдение правил подготовки (воздержание 48–168 часов). | Примечание: проводится только вместе со спермограммой; требуется соблюдение правил подготовки (воздержание 48–168 часов). |
| Антитела к тиреоглобулину                  | антитела к белку-предшественнику гормонов щитовидной железы.                                           | титр < 1:10.                                                             | тиреоидит Хашимото, болезнь Грейвса, аутоиммунные патологии.                                                              | |
| Антитела к тиреоидной пероксидазе (АТ-ТПО) | антитела к ферменту щитовидной железы, высокие значения говорят об аутоиммунной атаке органа.          | < 5,6 Ед/мл.                                                             | хронический тиреоидит Хашимото, болезнь Грейвса, другие аутоиммунные заболевания.                                         | |